# Zeugophora
 Zeugophora  es un género de escarabajos de la familia Megalopodidae, que contiene la siguiente lista de especies:
- Zeugophora abnormis (LeConte, 1850)
- Zeugophora africana Bryant
- Zeugophora albiseta Reid, 1989
- Zeugophora andrewesi Jacoby
- Zeugophora annulata (Baly, 1873)
- Zeugophora apicalis Motschulsky, 1866
- Zeugophora atra Fall, 1926
- Zeugophora atropicta Crowson
- Zeugophora belokobylskii Lopatin, 1995
- Zeugophora bicolor Kraatz, 1879
- Zeugophora biguttata Kraatz
- Zeugophora bimaculata Kraatz
- Zeugophora brancuccii Medvedev, 1993
- Zeugophora buonloicus Medvedev, 1985
- Zeugophora californica Crotch, 1874
- Zeugophora camerunica Medvedev, 1998
- Zeugophora capensis Bryant
- Zeugophora chinensis Medvedev, 1998
- Zeugophora consanguinea Crotch, 1873
- Zeugophora crassicornis Medvedev, 1985
- Zeugophora cribrata Chen, 1974
- Zeugophora cyanea Chen, 1974
- Zeugophora dimorpha Gressitt, 1945
- Zeugophora elongata Medvedev, 1998
- Zeugophora fasciata Medvedev, 1998
- Zeugophora flavicollis (Marsham, 1802)
- Zeugophora flavitarsis Medvedev, 1998
- Zeugophora flavonotata (Chujo, 1935)
- Zeugophora frontalis Suffrian, 1840
- Zeugophora gedyei Bechyne, 1958
- Zeugophora hanungus Medvedev, 1985
- Zeugophora himalayana Medvedev, 1998
- Zeugophora hozumii Chujo, 1953
- Zeugophora humeralis Achard
- Zeugophora indica Jacoby
- Zeugophora japonica Chujo, 1951
- Zeugophora javana Reid, 1992
- Zeugophora kirbyi Baly
- Zeugophora kwaiensis Weise, 1900
- Zeugophora longicornis Westwood
- Zeugophora luzonica (Weise, 1922)
- Zeugophora maai Kimoto & Gressitt, 1979
- Zeugophora madagascariensis Jacoby
- Zeugophora medvedevi Lopatin, 2002
- Zeugophora multisignata (Pic, 1945)
- Zeugophora multnomah Hatch, 1971
- Zeugophora murrayi Clark
- Zeugophora neomexicana Schaeffer, 1919
- Zeugophora nepalica Medvedev, 1998
- Zeugophora parva Crowson
- Zeugophora puberula Crotch, 1873
- Zeugophora rufotestacea Kraatz, 1871
- Zeugophora scutellaris Suffrian, 1840
- Zeugophora setosella Medvedev, 1998
- Zeugophora subspinosa (Fabricius, 1781)
- Zeugophora testaceipes Pic
- Zeugophora tetraspilota Medvedev, 1998
- Zeugophora trisignata An & Kwon, 2002
- Zeugophora turneri Power, 1863
- Zeugophora unifasciata Pic, 1917
- Zeugophora variabilis Achard
- Zeugophora varians Crotch, 1873
- Zeugophora varipes Jacoby
- Zeugophora viridipes Pic, 1930
- Zeugophora vitinea (Oke, 1932)
- Zeugophora weisei Reitter
- Zeugophora williamsi Reid, 1989
- Zeugophora wittmeri Medvedev, 1993